# Бонифаций V
Бонифаций V (лат. Bonifatius PP. V, ?, Неаполь, Византийская империя — 25 октября 625) — папа римский с 23 декабря 619 года по 25 октября 625 года.

## Биография
Бонифаций родился в Неаполе и сменил Адеодата I, после смерти которого папский престол оставался вакантным более года. Его избрание сопровождалось провокациями. Перед интронизацией Бонифация Италия была взбудоражена восстанием евнуха Элефтерия, экзарха Равенны. Патриций-самозванец приблизился к Риму, но прежде чем он успел добраться до города, он был убит своими собственными солдатами.
Liber Pontificalis отмечает, что Бонифаций принял указ, по которому церкви стали местами убежища для преступников, а также приказал церковным нотариусам подчиняться законам империи в сфере завещаний. Он добился придания папским указам статуса законов. Папа завершил и освятил кладбище Святого Никомеда на Номентанской дороге. В Liber Pontificalis Бонифаций описывается как "самый мягкий из мужей", чьи главным достоинством была безмерная любовь к духовенству.
Бонифаций V реформировал церковное управление в Англии и много сделал для христианизации Англии. Беда Достопочтенный отмечал особое внимание папы к английской церкви. "Письма увещевания", адресованные папой архиепископу Кентерберийскому и Юсту, епископу Рочестерскому, не сохранились, но некоторые другие его послания остались в истории. Согласно Беде, папа Бонифаций также направил письма к королю Нортумбрии Эдвину в 625 году, призывая его принять христианскую веру, и к принцессе-христианке Этельбурге Кентской, супруге Эдвина, увещевая её убедить мужа перейти в христианство.
Бонифаций V умер 25 октября 625 года и был похоронен в притворе собора святого Петра.